# Катастрофа SA-227 в Корке
Катастрофа SA 227 в Корке — авиационная катастрофа, произошедшая 10 февраля 2011 года в аэропорту Корка. Авиалайнер Fairchild SA 227-BC Metro III авиакомпании Manx2 выполнял регулярный коммерческий рейс NM7100 по маршруту Белфаст—Корк, но при заходе на посадку в пункте назначения в условиях сильного тумана рухнул на взлётную полосу в ходе третьего захода на посадку. Из находившихся на его борту 12 человек (10 пассажиров и 2 члена экипажа) погибли 6 (включая обоих пилотов), остальные 6 выжили; 4 из них получили серьёзные ранения.
Катастрофа привела к закрытию аэропорта Корка на 24 часа и перенаправлению всех рейсов на другие аэропорты.

## Самолёт

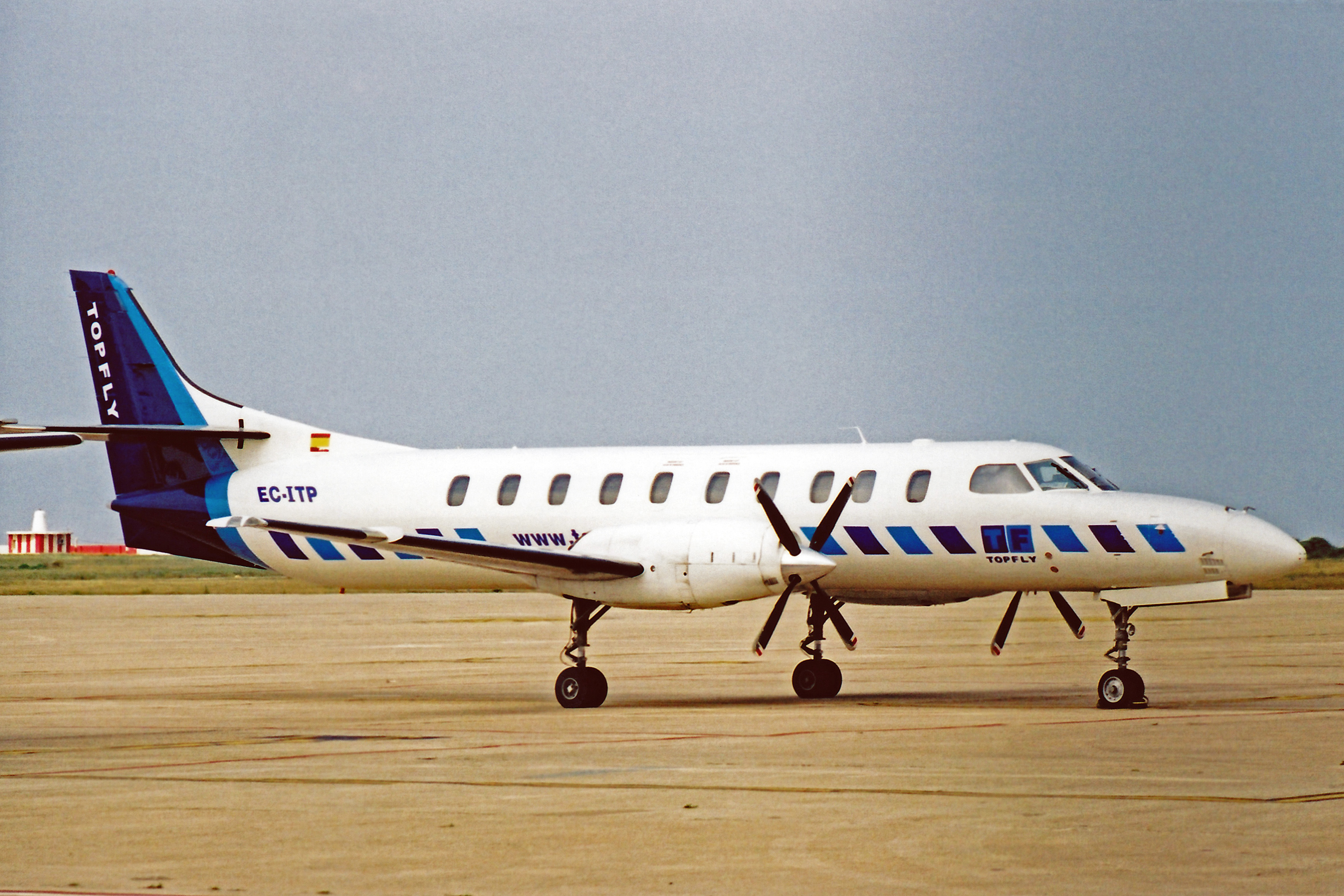
Разбившийся самолёт в 2004 году (в период эксплуатации в Top Fly)

Fairchild SA 227-BC Metro III (регистрационный номер EC-ITP, заводской BC-789B, серийный 789) был выпущен в 1992 году. Он принадлежал испанскому банку и был в лизинге у авиакомпании «Líneas Aéreas de Andalucía», также известной как Air Lada, расположенной в Севилье. Кроме неё, эксплуатировался авиакомпаниями Aerolitoral (борт XA-SES), D.S. Avnit (борт ZS-PDM), Top Fly и Euro Continental Air; также находился в сублизинге у Flightline S.L., расположенной в Барселоне, и эта авиакомпания имела сертификат эксплуатанта на самолёт. Билеты продавала авиакомпания Manx2, расположенная на острове Мэн (в ней самолёт находился с сентября 2008 года по 11 июля 2009 года и с января 2011 года). Оснащён двумя турбовинтовыми двигателями Garrett TPE331-12UHR-701G. За неделю до катастрофы прошёл проверку технического обслуживания, никаких неполадок обнаружено не было. На день катастрофы совершил 34 156 циклов «взлёт-посадка» и налетал 32 653 часа.

## Экипаж и пассажиры
Экипаж рейса NM7100 состоял из двух пилотов:
- Командир воздушного судна (КВС) — 31-летний Хорди Сола Лопез (исп. Jordi Sola Lopez), испанец (житель Барселоны). В должности командира SA-227 — с 30 января 2011 года (до этого управлял им в качестве второго пилота). Налетал свыше 1800 часов, свыше 1600 из них на SA-227 (25 из них в качестве КВС).
- Второй пилот — 27-летний Эндрю Кантл (англ. Andrew Cantle), британец (житель Сандерленда). В должности второго пилота SA-227 — с 8 января 2011 года. Налетал 539 часов, 289 из них на SA-227.

Оба пилота были наняты в авиакомпании Air Lada. То, что они оказались в паре, было довольно необычно и впоследствии было признано неприемлемым. Оба пилота были сертифицированы на CAT I, но ни один из них не был сертифицирован на CAT II.
| Гражданство    | Пассажиры | Экипаж | Всего |
| -------------- | --------- | ------ | ----- |
| Великобритания | 5         | 1      | 6     |
| Ирландия       | 5         | 0      | 5     |
| Испания        | 0         | 1      | 1     |
| Всего          | 10        | 2      | 12    |

## Хронология событий
Согласно расписанию, рейс NM7100 должен был вылететь из Белфаста в 07:50 GMT и в 09:00 IST прибыть в Корк.
- 06:15[* 1] — экипаж приступает к службе в международном аэропорту Белфаста.
- 06:25 — экипаж получает полётную документацию на аэропорты Белфаста, Корка и Дублина.
- 06:40 — самолёт вылетает (как рейс NM4113) из аэропорта Белфаста по направлению к аэропорту Белфаст-Сити, командир управляет самолётом; это короткий перелёт, на борту самолёта только два пилота.
- 07:15 — лайнер прибывает в аэропорт Белфаст-Сити, экипаж получает отдых в 35 минут.

После 07:30 самолёт был дозаправлен, было залито 500 литров авиатоплива. Согласно журналу, запас авиатоплива составил 3000 литров, что было достаточно, чтобы долететь до Корка и вернуться обратно в Белфаст плюс необходимый резерв. В качестве запасного аэропорта для этого полёта был указан Уотерфорд. Посадка на рейс 7100 была задержана, из-за того, что пилоты работали над пассажирскими сиденьями в салоне; после завершения этой работы началась посадка. Пассажиры выбирали свои места случайно. Инструктаж по технике безопасности провёл второй пилот.
- 08:10 — рейс NM7100 вылетает из аэропорта Белфаст-Сити с предполагаемым временем приземления в Корке в 09:10, на его борту находились 2 пилота и 10 пассажиров. В аэропорту Корк спускается туман.
- 08:34 — пилоты устанавливают связь с КДП Шаннона.
- 08:48 — самолёт передан на контроль диспетчерам Корка.
- 08:58 — КГС рейса 7100 установлена на ВПП №17, полёт контролируется башней аэропорта.
- 09:00 — башня аэропорта Корк передала данные о видимости Instrumented Runway Visual Range (IRVR), видимость по-прежнему недостаточная.
- 09:03 — экипаж снижается ниже высоты принятия решения (60 метров), самолёт пролетает мимо ВПП и уходит на второй круг; минимальная высота 30 метров. Башня Корка передаёт радарные векторы для полосы №35, экипаж полагал, что в этом случае солнце будет за самолётом, и это позволит им легче разглядеть взлётную полосу[3].
- 09:10 — самолёт в 12 километрах от ВПП №17 и снова передан на контроль башне, данные IRVR снова переданы и по-прежнему видимость очень плохая. Самолёт проходит дальний маркер.
- 09:14 — лайнер снова снижается ниже высоты принятия решения и вновь пролетает мимо ВПП, снизившись до 27 метров.
- 09:15 — экипаж переходит к схеме ожидания ROVAL, поддерживая высоту 914 метров. В ходе ожидания пилоты запрашивают погодные условия для аэропорта Уотерфорд, но там видимость также очень низкая. Экипаж предлагает аэропорт Шаннона в качестве альтернативы и запрашивает погоду дня него, но и там видимость очень плохая. Пилотам передаётся метеосводка для Дублина, но там также видимость ниже минимума. Башня Корка информирует экипаж о погоде в Керри, которые значительно лучше, с видимостью 10 километров; экипаж соглашается на Керри в качестве альтернативы.
- 09:33 — самолёт по-прежнему на ожидании по ROVAL, данные IRVR для полосы №17 начинают улучшаться.
- 09:39 — данные IRVR ещё немного улучшились и, несмотря на плохую видимость, экипаж решает выполнить третий заход на ВПП №17.
- 09:45 — экипаж настраивает КГС на ВПП №17, за это время данные по видимости IRVR для этой полосы улучшились до 550 метров (требуемый минимум). Рейс 7100 передан на контроль башни в третий раз.
- 09:46 — башня аэропорта Корк передала данные IRVR 500/400/400, которые снова снизились ниже минимальных.

Лайнер проходит дальний маркер, КВС берёт на себя управление мощностью двигателей. Снижение продолжается ниже высоты принятия решения. После значительного снижения мощности у самолёта на высоте ниже 90 метров появляется сильный крен влево. Командир снова запрашивает уход на второй круг и второй пилот подтверждает это, но одновременно с повышением мощности двигателей командиром самолёт теряет управление. Лайнер быстро вращается вправо и его правое крыло врезалось в поверхность ВПП. Рейс NM7100 продолжает опрокидываться и, перевернувшись шасси кверху, падает на ВПП; в последние 7 секунд записи речевого самописца в кабине экипажа непрерывно звучит сигнал GPWS о потере скорости.
В 09:50:34, после двух первых ударов, лайнер в перевёрнутом состоянии проскальзывает 189 метров по ВПП, разбрасывая обломки, и останавливается на мягком грунте справа от взлётной полосы №17. Пламя пожара, появившееся на обоих двигателях после удара, было быстро погашено вовремя подоспевшей пожарной командой аэропорта Корк. Из 12 человек на борту рейса NM7100 погибли 6 — оба пилота и 4 пассажира. Из 6 выживших четверо получили серьёзные ранения, двое других получили незначительные травмы. Свидетель утверждал, что туман был такой густой, что упавший самолёт не был виден из терминала аэропорта. Раненые были доставлены в госпиталь Корка. В результате катастрофы аэропорт Корк был закрыт до вечера 11 февраля.

## Расследование
Расследование причин катастрофы рейса NM7100 проводил ирландский Комитет по расследованию авиапроисшествий (AAIU). Из обломков были извлечены оба самописца — речевой и параметрический. 4 следователя из AAIU прибыли на место катастрофы уже через 90 минут, в тот же день они завершили обследование обломков. В расследовании AAIU помогали:
- Отдел по расследованию авиационных происшествий (AAIB) (Великобритания),
- Комиссия по расследованию авиационных происшествий (CIAIAC) (Испания),
- авиакомпания Flightline S.L.,
- Федеральное управление гражданской авиации (США),
- Национальный совет по безопасности на транспорте (NTSB) (США),
- Отдел по расследованию авиационных инцидентов (AIAI) (Израиль),
- Европейское агентство авиационной безопасности (EASA).

Обломки самолёта были перевезены на базу AAIU в Горманстоне, чтобы реконструировать самолёт, насколько это возможно. 14 февраля AAIU опросил 5 из 6 выживших.

### Предварительный и промежуточный отчёты
Предварительный отчёт расследования был опубликован 16 марта 2011 года.
Согласно отчёту, на последнем заходе на посадку самолёт под управлением второго пилота отклонился от центральной линии взлётной полосы и экипаж решил за четыре секунды до столкновения уйти на новый круг. Лайнер сильно накренился влево, затем сильно вправо и правое крыло ударилось о поверхность полосы. Не было выявлено недостатков ни в самолете, ни в аэродромной инфраструктуре. Отчёт не содержал каких-либо выводов.
Промежуточный отчет расследования был опубликован в феврале 2012 года в соответствии с нормативными требованиями Европейского Союза.
Осмотр двигателей показал, что двигатель №2 (правый) развивал больший крутящий момент, чем двигатель №1 (левый), и разница могла достигать 5%; это происходило в результате дефектов датчика температуры воздуха воздухозаборника и датчика давления двигателя №2. Кроме разницы в крутящем моменте, дефект датчика также приводил к тому, что двигатель №2 более оперативно реагировал на команды увеличения мощности от рычага управления.
Следствие также установило, что в момент удара о землю оба двигателя развивали мощность для ухода на второй круг, но за 6—8 секунд до катастрофы мощность обоих двигателей была ниже минимальной полётной мощности. За 8 секунд до удара двигатель №2 достиг нулевого крутящего момента, в то время как двигатель №1 выдавал крутящий момент в −9% (это означает, что левый винт вращал двигатель, а не двигатель вращал винт). Последние 7 секунд в кабине экипажа звучал сигнал GPWS о предельно низкой скорости.

### Окончательный отчёт расследования
28 января 2014 года AAIU опубликовал окончательный отчёт расследования.
В отчёте подтверждалась информация, уже опубликованная в двух предварительных отчётах. Окончательный отчёт в 244 страницы содержал 54 вывода (детализированных в отчёте), вероятную причину, 9 повлиявших факторов и 11 рекомендаций по безопасности.

#### Эксплуатация самолёта
Рассмотрев все доказательства, следствие пришло к выводу, что эксплуатация самолёта была под контролем «владельца» с острова Мэн, причём тот является коронным владением Британской короны за пределами Великобритании и ЕС, и «в соответствии с Правилами (EC) № 785/2004, эксплуатантом воздушного судна был на самом деле владелец, который распоряжался использованием или эксплуатацией самолёта». Следствием такой ситуации было то, что «обязанности и ответственность владельца лицензии не осуществлялись в соответствии с EU-OPS». Далее был сделан вывод, что «такая ситуация, когда коммерческий авиаперевозчик действует в ЕС и не является авиакомпанией, нарушает Правила (EC) № 1008/2008».

#### Вероятная причина
Потеря управления во время попытки ухода на второй круг ниже высоты принятия решения в приборных метеорологических условиях (ПМУ).

#### Потеря управления
Согласно техническому журналу полёта, самолётом управлял второй пилот; записи бортового и речевого самописцев это подтвердили. Кроме того, повреждения правой руки второго пилота согласуются с тем, что он управлял лайнером в момент катастрофы. Поскольку ни автопилот, ни полётный указатель не были установлены, второй пилот испытывал сильную рабочую нагрузку в течение всего полёта. Нагрузка усилилась после двух неудачных заходов на посадку, в условиях плохой погоды и видимости ниже минимума.
Обычно пилотирующий пилот как ведёт самолёт, так и управляет мощностью двигателей, выполняя это скоординированно, с тем чтобы получить требуемую полётную траекторию; непилотирующий пилот при этом выполняет другие задачи, включая наблюдение за траекторией полёта, радиообмен и ведение полётного журнала. Речевой самописец зафиксировал, что КВС взял на себя контроль над мощностью двигателей на завершающем подходе к ВПП №17 и это действие было подтверждено вторым пилотом; это важно, поскольку затем уровни мощности ушли ниже мощности для свободного полёта — этого действия пилотирующий пилот не ожидал.
Записанные данные показывают, что двигатель №1 достиг минимального уровня крутящего момента −9% в диапазоне бета, а двигатель №2 достиг минимума 0%. Эта асимметрия тяги совпадает с началом крена самолета влево (максимум наклона составил 40°). Возможно, в ответ на крен влево пилотирующий пилот повернул штурвал вправо, но, не имея записанных параметров контроля штурвала, расследование не может сказать, было ли это сделано. Последующее за этим увеличение мощности для ухода на второй круг, на высоте примерно 30 метров, совпало с началом быстрого крена вправо и с потерей управления. Вращение самолёта продолжилось, конец крыла ударился о поверхность ВПП и лайнер перевернулся.
Три основных фактора способствовали потере управления:
- Нескоординированные действия по управлению мощностью и управлению полётом, которые были в ведении обоих пилотов.
- Снижение мощности ниже уровня свободного полёта, что запрещено в полёте, и последующий резкий набор мощности — эти действия, вероятно, привели к неконтролируемому крену из-за асимметричной тяги и сопротивления.
- Разница в мощности между двигателями из-за дефектных датчиков Pt2/Tt2 стала существенной после того, как мощность была снижена ниже уровня свободного полёта, и двигатель №1 перешёл в режим отрицательного крутящего момента. После этого, когда уровень мощности был резко увеличен, в попытке уйти на второй круг в третий раз разность мощности также сыграла свою роль во вращении самолёта.

#### Способствующие факторы
1. Продолжение захода на посадку после прохождения дальнего маркера при видимости ниже минимума.
2. Продолжение снижения ниже высоты принятия решения без надлежащего визуального контакта.
3. Нескоординированные действия по управлению мощностью и управлению полётом.
4. Снижение уровня мощности двигателей в ходе полёта ниже уровня свободного полёта.
5. Разница в крутящем моменте, выдаваемом двигателями, которая стала значимой после снижения уровня мощности ниже уровня свободного полёта.
6. Усталость и утомление обоих пилотов.
7. Недостаточная подготовка и проверка во время повышения командира.
8. Неподходящий подбор пилотов в пару.
9. Недостаточный надзор над эксплуатацией самолёта и над эксплуатантом.

## Культурные аспекты
Катастрофа рейса 7100 Manx2 показана в 14 сезоне канадского документального телесериала Расследования авиакатастроф в серии Бог троицу не любит. Премьера серии состоялась 9 февраля 2015 года — за день до 4-летней годовщины катастрофы.